# سكوتيا (نبراسكا)
سكوتيا (بالإنجليزية: Scotia, Nebraska)‏ هي منطقة سكنية تقع في الولايات المتحدة في مقاطعة غريلي، نبراسكا. يقدر عدد سكانها بـ 318 نسمة ومساحتها 0.91 كم2 وترتفع عن سطح البحر 588 متر.

## التركيبة السكانية
قام مكتب تعداد الولايات المتحدة بتحديد بيانات التركيبة السكانية لسكوتيا في تعداد الولايات المتحدة. في ما يلي، التركيبة السكانية حسب تعدادي 2000 و2010.

### تعداد عام 2000
بلغ عدد سكان سكوتيا 308 نسمة بحسب تعداد عام 2000، وبلغ عدد الأسر 140 أسرة وعدد العائلات 88 عائلة مقيمة في القرية. في حين سجلت الكثافة السكانية 889.0 نسمة لكل ميل مربع (343.2/كم2). وبلغ عدد الوحدات السكنية 167 وحدة بمتوسط كثافة قدره 482.0 نسمة لكل ميل مربع (186.1/كم2).
وتوزع التركيب العرقي للقرية بنسبة 94.16% من البيض و 3.90% من الأمريكيين الأفارقة و 1.62% من عرقين مختلطين أو أكثر.
بلغ عدد الأسر 140 أسرة كانت نسبة 20.7% منها لديها أطفال تحت سن الثامنة عشر تعيش معهم، وبلغت نسبة الأزواج القاطنين مع بعضهم البعض 57.9% من أصل المجموع الكلي للأسر، ونسبة 4.3% من الأسر كان لديها معيلات من الإناث دون وجود شريك، وكانت نسبة 37.1% من غير العائلات. تألفت نسبة 36.4% من أصل جميع الأسر من أفراد ونسبة 25.7% كانوا يعيش معهم شخص وحيد يبلغ من العمر 65 عاماً فما فوق. وبلغ متوسط حجم الأسرة المعيشية 2.88، أما متوسط حجم العائلات فبلغ 2.20.
بلغ العمر الوسطي للسكان 49 عاماً. وكانت نسبة 22.1% من القاطنين تحت سن الثامنة عشر، وكانت نسبة 5.2% بين الثامنة عشر والأربعة وعشرون عاماً، ونسبة 20.1% كانت واقعةً في الفئة العمرية ما بين الخامسة والعشرون حتى والأربعة وأربعون عاماً، ونسبة 21.1% كانت ما بين الخامسة والأربعون حتى الرابعة والستون، ونسبة 31.5% كانت ضمن فئة الخامسة والستون عاماً فما فوق. يوجد لكل 100 أنثى 87.8 ذكر، ويوجد لكل 100 أنثى في الثامنة عشر من عمرها فما فوق 79.1 ذكر.
بلغ متوسط دخل الأسرة في القرية 23,750 دولار، أما متوسط دخل العائلة فبلغ 28,750 دولار. وكان متوسط دخل الذكور 21,563 دولار مقابل 15,625 دولار للإناث. وسجل دخل الفرد الخاص بالقرية 11,871 دولار. وكانت نسبة 5.8% من العائلات ونسبة 7.3% من السكان تحت خط الفقر، وكان من هؤلاء نسبة 6.9% تحت سن الثامنة عشر ونسبة 4.0% في الخامسة والستين من العمر وما فوق.

### تعداد عام 2010
بلغ عدد سكان سكوتيا 318 نسمة بحسب تعداد عام 2010، وبلغ عدد الأسر 139 أسرة وعدد العائلات 92 عائلة مقيمة في القرية. في حين سجلت الكثافة السكانية 908.6 نسمة لكل ميل مربع (350.8/كم2). وبلغ عدد الوحدات السكنية 166 وحدة بمتوسط كثافة قدره 474.3 لكل ميل مربع (183.1/كم2).
وتوزع التركيب العرقي للقرية بنسبة 98.1% من البيض و 0.9% من الأمريكيين الأصليين و 0.3% من الأمريكيين الأفارقة و 0.3% من عرقين مختلطين أو أكثر.
بلغ عدد الأسر 139 أسرة كانت نسبة 25.2% منها لديها أطفال تحت سن الثامنة عشر تعيش معهم، وبلغت نسبة الأزواج القاطنين مع بعضهم البعض 56.8% من أصل المجموع الكلي للأسر، ونسبة 5.0% من الأسر كان لديها معيلات من الإناث دون وجود شريك، بينما كانت نسبة 4.3% من الأسر لديها معيلون من الذكور دون وجود شريكة وكانت نسبة 33.8% من غير العائلات. تألفت نسبة 29.5% من أصل جميع الأسر من أفراد ونسبة 15.1% كانوا يعيش معهم شخص وحيد يبلغ من العمر 65 عاماً فما فوق. وبلغ متوسط حجم الأسرة المعيشية 2.79، أما متوسط حجم العائلات فبلغ 2.29.
بلغ العمر الوسطي للسكان 42.8 عاماً. وكانت نسبة 22% من القاطنين تحت سن الثامنة عشر، وكانت نسبة 6.9% بين الثامنة عشر والأربعة وعشرون عاماً، ونسبة 22.2% كانت واقعةً في الفئة العمرية ما بين الخامسة والعشرون حتى والأربعة وأربعون عاماً، ونسبة 25.5% كانت ما بين الخامسة والأربعون حتى الرابعة والستون، ونسبة 23.3% كانت ضمن فئة الخامسة والستون عاماً فما فوق. وتوزع التركيب الجنسي للسكان بنسبة 45.9% ذكور و54.1% إناث.